# Manuel d'histoire commun franco-allemand
Un manuel d'histoire commun franco-allemand a été publié sous le titre Histoire/Geschichte lors de la rentrée scolaire 2006-2007 (Ier tome). Il s'agit d'une initiative visant à créer « une vision commune franco-allemande », en l'état actuel des connaissances relatives à l'histoire européenne depuis l'Antiquité. 
Une commission d'historiens et de responsables pédagogiques des deux pays chargée de superviser l'opération a remis un projet de plan à deux maisons d'édition, Ernst Klett Verlag (Stuttgart) et les éditions Nathan (Paris) qui ont été choisies après appel d'offres pour publier ce manuel.
Le premier tome de ce manuel couvre la période de la reconstruction européenne après la Seconde Guerre mondiale. Elle est destinée aux élèves de terminale.
Deux autres tomes couvrant l'Antiquité et le Moyen Âge, puis l'Europe de la Renaissance jusqu'aux guerres mondiales, seront ultérieurement disponibles dans les classes de première et de seconde.
Il ne s'agit pas d'une histoire franco-allemande mais bien de présenter une relation commune d'une histoire commune, trop souvent réécrite à travers un prisme national dans chacun des pays. Cette relation commune pourrait servir de modèle à de futurs manuels d'histoire européens. Le manuel a pu cependant être critiqué, notamment par l'historien polonais Wojciech Roszkowski, qui rejette la focalisation de celui-ci sur le couple franco-allemand au détriment de l'histoire des autres pays européens, notamment d'Europe de l'Est.

## Iertome: Terminales
Ce premier volume comprend 5 chapitres :
- Les mémoires de la Seconde Guerre mondiale, période indécise jusqu'en 1949
- Les transformations techniques, économiques, sociales et culturelles depuis la guerre
- L'Europe entre les États-Unis et l'URSS de 1949 à la chute du mur de Berlin en 1989
- L'Europe dans le monde de 1989 à nos jours
- Allemands et Français depuis la guerre (partie, originale dans les programmes d'histoire des deux pays)

## IIetome: Premières
Le manuel de première comprend 7 chapitres :
- Les bouleversements techniques, économiques et sociaux, les libéralismes
- Le Reich bismarckien et la IIIe République
- L'expansion européenne et la colonisation, y compris la décolonisation
- Les Européens et la Première Guerre mondiale
- La culture européenne de la Belle Époque aux années 1920
- La crise des démocraties et les régimes totalitaires en Europe
- La Seconde Guerre mondiale.

## IIIetome: Secondes (2009)
Le manuel de seconde comprendra 6 chapitres :
- Les fondements antiques de l'histoire européenne avec, notamment, un exemple de citoyenneté dans l'Antiquité et la naissance et diffusion du christianisme
- L'Empire de Charlemagne (de la formation de l'empire des Francs à son déclin)
- Le royaume de France et l'Empire depuis le Xe siècle, y compris les contacts entre l'Occident chrétien, Byzance et l'islam (les guerres, les croisades, les échanges commerciaux, les échanges culturels)
- Les réseaux médiévaux européens : Église, villes, universités
- Humanisme, Renaissance et Réforme en Europe, y compris les découvertes et l'expansion outre-mer
- Des Lumières à la Révolution, de la Révolution au romantisme.

## Naissance du projet
Le projet de manuel d’histoire commun franco-allemand a été présenté par le Parlement des jeunes à Berlin, le 23 janvier 2003, à l’occasion du 40e anniversaire du traité de l'Élysée — qui a été, d’une certaine manière, l’acte de naissance du « couple franco-allemand ». Cette proposition a reçu un accueil favorable de la part du président de la République française et du chancelier de la République fédérale d’Allemagne. Elle a ensuite été inscrite par le Premier ministre et par le chancelier parmi les thèmes traités au titre de la coopération décentralisée. Le Conseil des ministres franco-allemand — formule créée lors du 40e anniversaire du traité de l’Élysée — a donné une impulsion décisive au projet en mai 2004. Le 4e Conseil des ministres commun, le 26 octobre 2004, a confirmé la décision de proposer un manuel commun d’histoire franco-allemand et a arrêté le contenu proposé par le conseil scientifique. Jean-Louis Nembrini, inspecteur général de l’Éducation nationale, a été chargé de copiloter avec Stephen Krawielicki, haut fonctionnaire du ministère allemand des Affaires étrangères, le conseil scientifique franco-allemand chargé de ce projet. 
Le 10 mars 2005, le ministre français de l'Éducation, François Fillon et Peter Müller, ministre-président de la Sarre et coordinateur des Länder allemands pour la coopération avec la France, se sont retrouvés à Berlin pour une rencontre inhabituelle avec les responsables de la conférence permanente des ministres allemands chargés de l'Éducation des Länder. Ces derniers sont les décideurs en matière d'éducation en Allemagne.

## Réception
La réception du manuel a été largement positive, bien que certains pays, notamment la Pologne, se soient élevés contre la lecture de l'histoire qui y était faite, l'historien et député Wojciech Roszkowski critiquant notamment la focalisation de l'histoire européenne autour du couple franco-allemand, au détriment des autres pays. D'autres pays ont entamé des discussions en vue de possiblement développer des projets comparables avec l'Allemagne (République tchèque, Pologne).
Un séminaire autour du manuel, intitulé History of Europe. Teaching the Whole Story? (« L'histoire de l'Europe. Enseigner toute l'histoire ? »), organisé à l'initiative du député britannique Christopher Beazley, fut organisé le 15 avril 2009 au sein du Parlement européen.
Le député eurosceptique polonais Wojciech Roszkowski, membre à l'époque de l'Union pour l'Europe des nations, présenta un rapport critique de deux volumes de l'ouvrage d'histoire franco-allemand, en soulignant qu'il contient des omissions importantes (dont l'invasion de la Pologne par l'URSS en 1939 ainsi que le rôle central du syndicat Solidarność dans les années 1980) et qu'une part trop importante du manuel est consacrée à l'histoire de la France et de l'Allemagne. Il considère notamment que l'histoire de l'Europe de l'Est y est traitée de façon insatisfaisante.
Selon lui :
« L'intention de créer une mémoire franco-allemande commune chez les jeunes générations est devenue le monde entier pour les auteurs. Puisque (...) l'intégration européenne prend tant de place, pourquoi n'y a-t-il pas d'information sur les problèmes de l'Irlande, de la Suède, de la Finlande, du Danemark, de l'Italie, du Portugal, de la Grèce ou de Chypre, sans mentionner les pays d'Europe centrale et de l'Est ? Le savoir provenant du manuel formera la croyance incorrecte des étudiants que surmonter les nationalismes français et allemands a permis à l'Europe de résoudre ses principaux problèmes et que ces deux pays sont censés jouer un rôle spécial en Europe, et que leur mission est de gérer les affaires de l'Union européenne et de la mémoire historique européenne. »
Enfin, il critique une vision trop négative de l'Église catholique, en minimisant la persécution des deux pays contre elle, et une supposée stratégie visant à limiter les sentiments patriotiques des jeunes enfants.

## Éditions
- (de) Histoire/Geschichte: Europa und die Welt seit 1945, Ernst Klett Schulbuchverlag, Leipzig et Stuttgart, 2006, 336 p.  (ISBN 3-12-416510-1) [présentation en ligne]
- (fr) Histoire/Geschichte. L’Europe et le monde depuis 1945, Éditions Nathan, Paris, 2006, 336 p.  (ISBN 2-09-172790-3) [présentation en ligne]

## Sources

## Compléments